# Rosengarten (Hummeltal)
Rosengarten ist ein Gemeindeteil der Gemeinde Hummeltal im Landkreis Bayreuth (Oberfranken, Bayern). Rosengarten liegt in der Gemarkung Creez.

## Geografie
Die Einöde liegt an der Mistel. Im Süden grenzen bewaldete Anhöhen an (Hohe Manne: 577 m ü. NHN, 1,3 km südwestlich; Nesser Berg: 562 m ü. NHN, 0,7 km südöstlich), die noch zu den Ausläufern der Fränkischen Schweiz zählen. Die Staatsstraße 2163 führt nach Bärnreuth (0,2 km nördlich) bzw. nach Muthmannsreuth (1,1 km südlich).

## Geschichte
Rosengarten gehörte zur Realgemeinde Bärnreuth. Gegen Ende des 18. Jahrhunderts bestand der Ort aus einem Anwesen. Die Hochgerichtsbarkeit stand dem bayreuthischen Stadtvogteiamt Bayreuth zu. Das Amt St. Johannis war Grundherr des Söldengutes.
Von 1797 bis 1810 unterstand der Ort dem Justiz- und Kammeramt Bayreuth. Mit dem Gemeindeedikt wurde Rosengarten dem 1812 gebildeten Steuerdistrikt Pettendorf und der im gleichen Jahr gebildeten Ruralgemeinde Bärnreuth zugewiesen. Mit dem Gemeindeedikt von 1818 erfolgte die Umgemeindung nach Creez. Am 1. April 1971 wurde Rosengarten im Zuge der Gebietsreform in Bayern in die Gemeinde Hummeltal eingegliedert.

### Einwohnerentwicklung
| Jahr      | 001822 | 001861 | 001871 | 001885 | 001900 | 001925 | 001950 | 001961 | 001970 | 001987 | 002022 |
| Einwohner | 9      | *      | 3      | 11     | 4      | 6      | 6      | 5      | 3      | 2      | 2      |
| Häuser    | 1      |        |        | 1      | 1      | 1      | 1      | 1      |        | 1      |        |
| Quelle    | [ 6 ]  | [ 9 ]  | [ 10 ] | [ 11 ] | [ 12 ] | [ 13 ] | [ 14 ] | [ 15 ] | [ 16 ] | [ 17 ] | [ 1 ]  |

## Religion
Rosengarten ist evangelisch-lutherisch geprägt und war ursprünglich nach St. Michael (Lindenhardt) gepfarrt. Seit der zweiten Hälfte des 20. Jahrhunderts ist die Pfarrei Friedenskirche (Hummeltal) zuständig.